# Michel (prénom)
Pour les articles homonymes, voir Michel.
Michel est un prénom masculin.

## Étymologie
Michel est d'origine hébraïque (מיכאל, Michael) qui signifie « Qui est comme Dieu ? » dans une forme interrogative : MI (qui) + KA (comme le) + EL (Dieu). L'archange Michel, le plus éminent des anges dans la tradition chrétienne, explique la popularité du nom.

## Variantes linguistiques
- français : Michel.
  - Formes féminines : Michelle, Michèle
  - Formes composées : Jean-Michel, Pierre-Michel, Étienne-Michel, Henri-Michel, Michel-Marie...
- allemand : Michael (« ch » prononcé à la française mais plus mouillé).
- anglais : Michael (« ch » prononcé « k »), diminutifs Mike, Mick, Mickey.
- arabe : ميخائيل / ميكال (Mikâïl, mais aussi Mikheyel)
- arménien : Միքայել (Mikayel)
- basque : Mikel
- breton : Mikael ou Mickaël, Mikaëla pour le féminin
- bulgare : Михаил (Mikhail), diminutif Мишо (Misho)
- catalan : Miquel
- croate : Mihovil
- danois : Mikkel
- espagnol : Miguel
- estonien : Mihkel
- finnois : Mika
- géorgien : მიხეილ (Mikheil)
- grec : Μιχάλης - Μιχαήλ (Michalis-Michael)
- hébreu : מיכאל (Michaël)
- hongrois : Mihály, diminutif Misi.
- italien : Michele (prénom masculin, prononciation : "Mikélé")
- japonais : ミシェル(Mishieru)
- letton : Miķelis
- lituanien : Mykolas (ne doit pas être confondu avec Nicolas, qui se dit Mikalojus en lituanien)
- mandarin : 米歇尔 (Mǐ xiē er)
- néerlandais : Michiel, Machiel (« ch » prononcé [x] pour les deux).
- occitan : Miquèl, Miquèu, Micheu
- poitevin: Micha
- polonais : Michał (« ch » prononcé [x]).
- portugais : Miguel
- roumain : Mihai
- russe : Михаил (Mikhaïl, Mikhail), diminutif Misha.
- serbe : Михаилo (Mihaïlo), Михаил (Mikhaïl), diminutif Miša (Micha).
- suédois : Mikael
- tchèque : Michal (« ch » prononcé [x])
- turc : Mikail

## Personnalités portant ce prénom

### Autres
- Pour l'ensemble des articles sur les personnes portant ce prénom, consulter :
  - la liste des articles dont le titre commence par ce prénom
  - les listes produites par Wikidata : Liste des personnes de prénom « Michel » — même liste en incluant les éventuels prénoms composés qui contiennent « Michel ».

### Souverains
- Empire romain d'Orient
  - Michel Ier Rhangabé, 811-813
  - Michel II l'Amorien, 820-829
  - Michel III l'Ivrogne, 842-867
  - Michel IV le Paphlagonien, 1034-1041
  - Michel V le Calfat, 1041-1042
  - Michel VI Bringas le Stratiotique, 1056-1057
  - Michel VII Doukas Parapinakès, 1067-1078
  - Michel VIII Paléologue, 1259-1282
  - Michel IX Paléologue, coempereur 1295-1320
- Pologne
  - Michel Korybut Wisniowiecki, roi de Pologne
- Portugal
  - Michel Ier, roi de Portugal
  - Michel (II), duc de Bragance et prétendant au trône
  - Michel de la Paix (Miguel da Paz, 1498-1500), fils du roi Manuel I de Portugal et de sa première épouse Isabelle d'Aragon. Héritier des royaumes de Portugal, Castille et Aragon
- Roumanie
  - Mihail Ier de Valachie
  - Michel Ier le Brave
  - Mihai Racoviţă
  - Michel Ier
- Serbie
  - Michel Ier, prince souverain
  - Michel II 
  - Michel III Obrenović, prince souverain de 1839 à 1842 et de 1860 à 1868.
- Russie
  - Michel Ier, prince de Kiev 1243-1243
  - Michel II Vladimirski prince de Vladimir.
  - Michel III le Saint Vladimirski prince de Vladimir.
  - Michel III Romanov, tsar
  - Michel Alexandrovitch de Russie, frère et successeur désigné du tsar Nicolas II

### Personnalités chrétiennes
- Saint Michel , plusieurs saints du christianisme.
- Michel, archange et saint chrétien ;
- Michel, évêque d'Avranches de 1068 à 1094 ;
- L'archevêque Michel (1943-), évêque de l'Église orthodoxe russe hors frontières ;
- Michel Aupetit, archevêque de Paris de 2017 à 2021.

## Personnalités portant ce prénom comme pseudonyme
- Michel, evêque d'Avranches à la fin du XIe siècle
- Michelangelo Buonarroti Simoni, dit Michel-Ange (1475-1564), artiste de la Renaissance italienne ;
- Michel-Ange Slodtz, dit Michel-Ange, sculpteur français du XVIIIe siècle ;
- Michel (1943-), évêque de l’Église orthodoxe russe hors frontières
- Míchel (1963-), footballeur international espagnol puis entraîneur.
- Michel (1975-), footballeur espagnol puis entraîneur.
- Michel (1986-), Michel Souza da Silva, footballeur brésilien.
- Michel (1990-), Michel Macedo Rocha Machado, footballeur brésilien.
- Michel (artiste), chanteur français genre rap et deep-house.

## Personnages de fiction portant ce prénom
- Michel, un personnage de fiction de la série télévisée américaine Supernatural ;
- Michel, le héros d'une série de romans pour la jeunesse créée par Georges Bayard ;
- Michel, un monstre donnant son nom à la série d'animation Michel de 2012.
- Michel Vaillant, le héros d'une série de bande dessinée du même nom. C'est un pilote automobile français courant pour l'écurie de la marque créée par son père, Vaillante.

## Culture populaire
- En Allemagne, der Deutsche Michel est une personnification nationale des Allemands, un personnage emblématique symbolisant l'Allemand typique. Aujourd'hui, le personnage est utilisé presque exclusivement dans des caricatures. Il est traditionnellement représenté portant bonnet et chemise de nuit.